# Armando Venâncio
Armando Venâncio foi um actor português.

## Biografia
Nasceu a 5 de setembro de 1925 em Vieira de Leiria na Marinha Grande, os seus pais também eram actores.
Foi criado no seio da família Moiron, onde deu os primeiros passos no teatro, tendo chegado a ser o ensaiador da Companhia Moiron. Era irmão da atriz Cremilde de Oliveira Venâncio. Seguindo-se a Companhia Rafael de Oliveira.
Em 1964 integrou a Companhia do Teatro Estúdio de Lisboa sediada no extinto Teatro Vasco Santana, em Lisboa.
Trabalhou também no Teatro ABC, Casa da Comédia ou na Companhia Rey Colaço-Robles Monteiro.
Em 1975 funda com Pedro Pinheiro e Fernanda de Figueiredo a Companhia de Teatro do Povo.
Foram várias as suas participações em televisão: Barrabás (1968), Rosa Enjeitada (1979), Os Maias (1979), Chuva na Areia (1985), Cinzas (1992) ou Verão Quente (1993), entre muitas outras.
No cinema participou em "Verde Por Fora, Vermelho Por Dentro" e "O Judeu".
Viveu os últimos anos de vida na Casa do Artista.
Faleceu a 7 de julho de 2020 no Hospital de Santa Maria, onde estava internado.

## Televisão
- 1964 - "Eu Sou Napoleão"[1]
- 1965 - "Serenata de Tchaikowsky"
- 1966 - "A Bola de Fogo"
- 1967 - "A Pérola"
- 1968 - "Barrabás"[1]
- 1968 - "A Vida é Sonho"
- 1969 - "Transmissão Interrompida"
- 1969 - "Caixa de Pandora"
- 1969 - "A Casa-Fronteira"
- 1969 - "O Juiz da Beira"
- 1969 - "Os Anjos Estão Connosco"
- 1973 - "O Grande Negócio"
- 1974 - "Alves e Companhia"
- 1975 - "Na Armadilha"
- 1976 - "Triste Viuvinha"
- 1977 - "O Gebo e a Sombra"
- 1977 - "Tá Mar"
- 1978 - "O Amigo de Peniche"[1]
- 1979 - "Rosa Enjeitada"[1]
- 1979 - "Os Maias"[7]
- 1979 - "Os Putos"
- 1980 - "Eu Show Nico"
- 1981 - "A Tragédia da Rua das Flores"
- 1982 - "Pedro e Paulina"
- 1982 - "O Incendiário"
- 1983 - "Origens"
- 1985 - "Chuva na Areia"[1]
- 1986 - "O Pato"
- 1986 - "Contos e Vigários"[8]
- 1987 - "Que Pena Não Ser a Cores"[1]
- 1988 - "Daqui Fala o Morto"[9]
- 1989 - "O Milagre em Casa dos Lopes"
- 1990 - "O Posto"[1]
- 1992 - "Cinzas"[1]
- 1993 - "Sozinhos em Casa"
- 1993 - "Nico d'Obra"
- 1993 - "Verão Quente"[1][10]
- 1997 - "Polícias"[1]
- 1997 - "O Jardim da Redenção"
- 1997 - "Filhos do Vento"[1]
- 1999 - "Médico de Família"[1]

## Teatro
- 1964 - "Lábios Pintados" - Teatro ABC[11]
- 1964 - "É Regar e Pôr ao Luar!" - Teatro ABC[12]
- 1964 - "Joana de Lorena" - Teatro Vasco Santana[4]
- 1965 - "O Pomar das Cerejeiras" - Teatro Vasco Santana[4]
- 1965 - "Tomás Moore" - Teatro Vasco Santana[4]
- 1966 - "Pobre Bitô" - Teatro Vasco Santana[4]
- 1966 - "A Rebeca" - Teatro Vasco Santana[4]
- 1967 - "Bocage - Alma Sem Mundo" - Teatro Vasco Santana[4]
- 1967 - "A Nossa Cidade" - Teatro Vasco Santana[13]
- 1968 - "A Louca de Chaillot" - Teatro Vasco Santana[14][15]
- 1969 - "Tombo no Inferno" - Teatro Maria Matos[16]
- 1970 - "A Relíquia" - Teatro Maria Matos[17]
- 1971 - "A Cozinha" - Teatro Vasco Santana[18]
- 1973 - "O Concerto de Santo Ovídeo" - Teatro da Trindade[19]
- 1973 - "Sábado, Domingo e Segunda" - Teatro da Trindade[20]
- 1975 - "Avenida da Liberdade" - Teatro do Povo[21]
- 1978 - "Jesus Cristo em Lisboa" - Teatro São Luiz[22]